# کی‌ترید بنک
کی‌ترید بنک (انگلیسی: Keytrade Bank) شرکت خدمات مالی و بانکداری بلژیکی است، که در سال ۱۹۹۸ تأسیس شد.